# Поярков Микола Володимирович
Микола Володимирович Поярков (рос. Никола́й Влади́мирович Поя́рков, нар. 16 жовтня 1999, Єфремов, Росія) — російський футболіст, фланговий захисник клубу «Ростов».

## Ігрова кар'єра

### Клубна
Микола Поярков почав займатися футболом у своєму рідному місті, після чого проходив огляд у московському «Спартаку». Далі продовжив свою кар'єру у молодіжній команді столичного «Локомотива». У складі „залізничників“ Поярков брав участь у Юнацькій лізі УЄФА. В чемпіонаті в основі «Локомотива» захисник ні провів жодного матчу, граючи лише за фарм - клуб «Казанка», з яким ставав призером Другої ліги.
Влтіку 2019 року футболіст перейшов до складу «Ростова». Але одразу відправився в оренду в казанський «Рубін», де грав наступний сезон.

### Збірна
В період з  2016 року Микола Поярков грав у складі юнацької збірної Росії (U-18).